# 清州駅
清州駅（チョンジュえき）は、大韓民国忠清北道清州市興徳区丁峰洞にある韓国鉄道公社忠北線の駅である。

## 駅構造
- 相対式ホーム2面2線の地上駅。

## 歴史
- 1921年11月1日 - 当駅は丁峰駅として開業。なお、同日に開業した初代・清州駅は現在の清州市上党区城安洞辺りにあった。
- 1968年 - 牛岩洞に移転。[1]
- 1980年10月17日 - 当駅〜（旧）清州駅〜梧根場駅間が現在のルートに変更されたことにより、当駅を現在の位置に移転[2]。

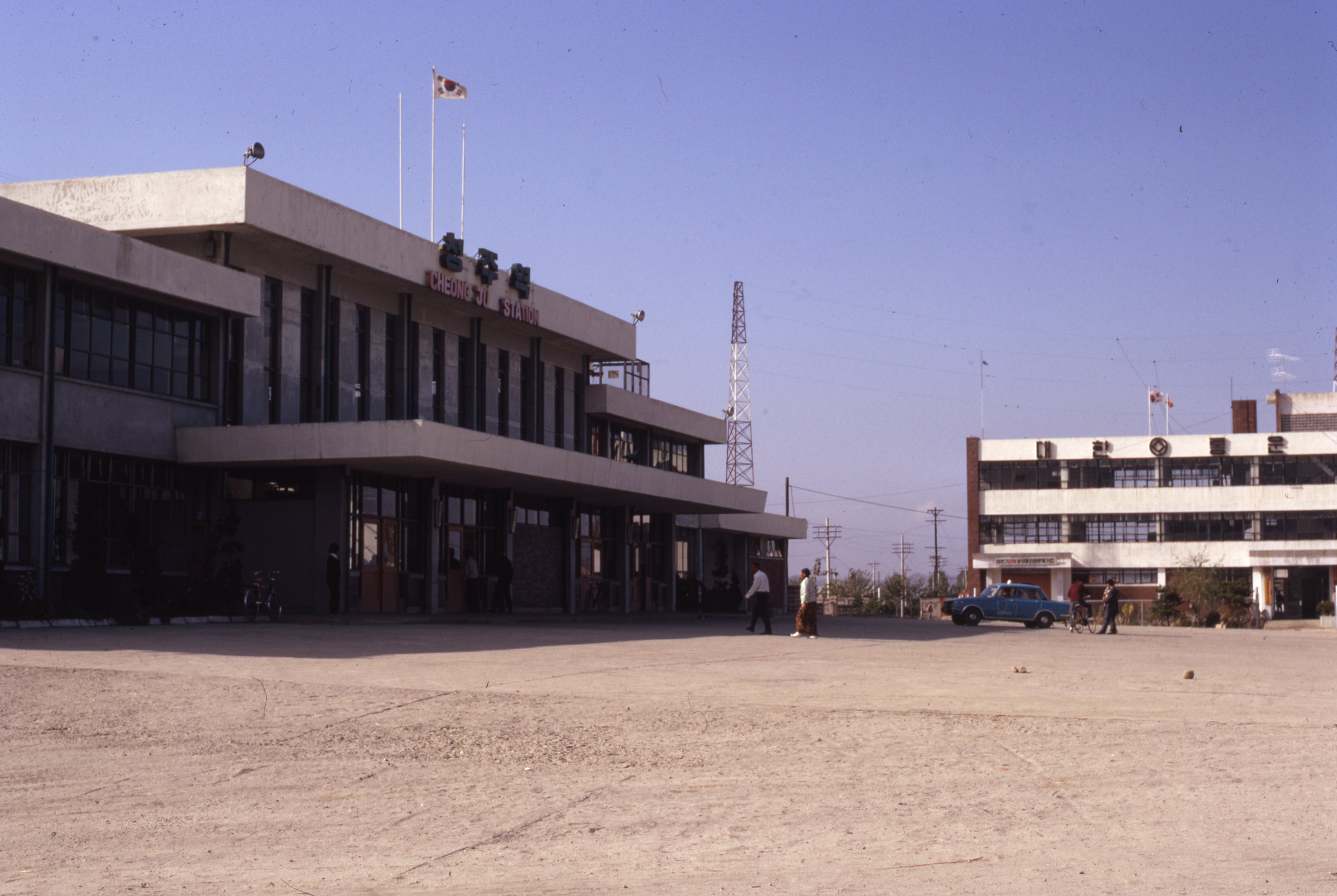
1973年頃の駅舎の画像

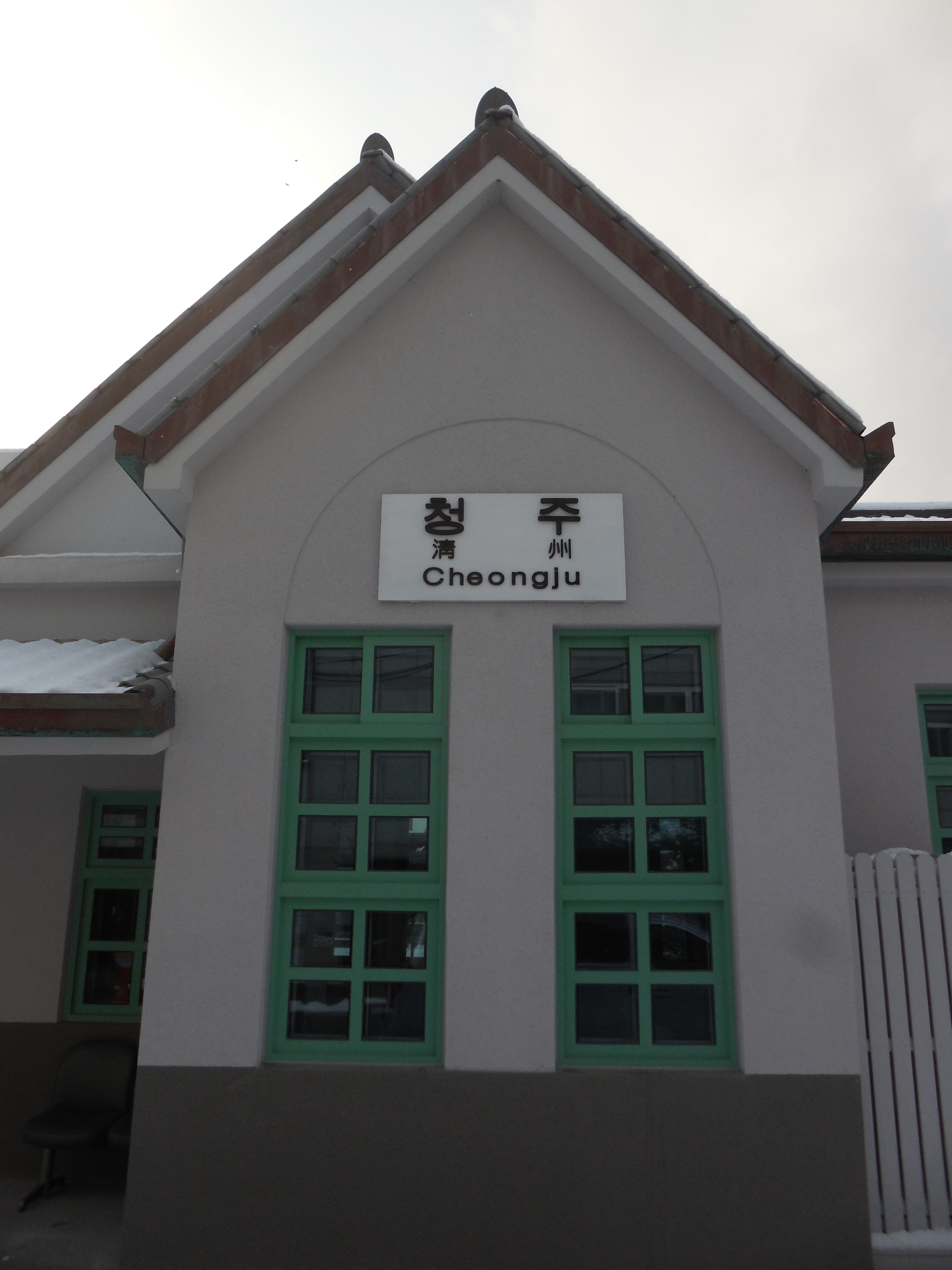
移転前に駅があった市街地に近年復元された昔の駅舎[3](2018年1月)

## 隣の駅
韓国鉄道公社
忠北線
五松駅 - 清州駅 - 梧根場駅